# Ebkeriege-Kaserne
Die Ebkeriege-Kaserne ist eine vorwiegend von der Deutschen Marine und der Streitkräftebasis genutzte militärische Liegenschaft im Stadtteil Ebkeriege in Wilhelmshaven.

## Geschichte
Die Geschichte der Deutschen Marine ist mit der Ebkeriege-Kaserne insofern eng verknüpft, als dort am 2. Januar 1956 mit dem Einrücken der ersten Freiwilligen der Aufbau der Bundesmarine begann.
In früheren Jahren waren u. a. Teile des Marineunterstützungskommandos und das Marinetransportbataillon 2 in der Ebkeriege-Kaserne stationiert. Ferner befand sich dort auch eine Kraftfahrausbildungseinheit der Bundeswehr sowie bis 9. Dezember 2008 das Zentrum für Nachwuchsgewinnung der Marine, das seither im Marinestützpunkt Heppenser Groden untergebracht ist.
Da die Ebkeriege-Kaserne eine räumlich eher kleine Liegenschaft darstellt, war ihr ein dislozierter technischer Bereich zugewiesen, in dem sich mehrere Werk- und Wartungshallen sowie ein großflächiger Abstellplatz für Kraftfahrzeuge befanden.
Die Kaserne beherbergte u. a. das Marinemusikkorps Nordsee, das am 31. März 2014 aufgelöst wurde. In diese Räume zog 2019 das nachfolgende Marinemusikkorps Wilhelmshaven ein.

## Heute
Durch die Verlagerung des Aufgabenschwerpunktes der Bundeswehr kam es in der Marine zu Strukturveränderungen, die sich auch auf das Stationierungenkonzept der Ebkeriege-Kaserne auswirkten. Zunehmend verlassen, sind mehrere Gebäude und Geländebereiche der Kaserne in einem schütteren, teilweise sogar baufälligen Zustand.
Die Kaserne sollte 2016 geschlossen werden.
Nach Abschluss der Renovierungsarbeiten wurde bekannt, dass die Kaserne entgegen vorheriger Ankündigungen nun doch weiterhin militärisch genutzt werden soll. Die Nutzung erfolgt hauptsächlich zur Unterbringung von an Bord eingesetzten Soldaten, welche nach Einführung der Soldatenarbeitszeitverordnung (SAZV) zunehmend nicht mehr an Bord übernachten können. Eine Schließung der Liegenschaft ist nun erst für 2031 geplant.